# Port lotniczy Tamga
Port lotniczy Tamga – port lotniczy zlokalizowany we wsi Tamga, w Kirgistanie, w obwodzie issykkulskim.